# Apulia grisea
Apulia grisea är en insektsart som beskrevs av Young 1977. Apulia grisea ingår i släktet Apulia och familjen dvärgstritar. Inga underarter finns listade i Catalogue of Life.